# 赵家店镇
赵家店镇，是中华人民共和国云南省楚雄彝族自治州大姚县下辖的一个乡镇级行政单位。
2013年2月28日，云南省人民政府批复同意撤销赵家店乡，设立赵家店镇。

## 行政区划
赵家店镇下辖以下地区：
赵家店村、他利颇村、麻街村、茅稗田村、北新街村、团塘村、江头村、黄羊岭村、平地村、小红山村、黑什里村和打苴基村。